# L'essenziale
Singles de Marco Mengoni
Dall'inferno
(2012) Pronto a correre
(2013)
Chansons représentant l'Italie au Concours Eurovision de la chanson
L'amore è femmina
(2012) La mia città
(2014)
L'essenziale est un single musical de Marco Mengoni extrait de l'album Pronto a correre sorti en mars 2013. La chanson représente l'Italie lors du Concours Eurovision de la chanson 2013.

## Classements et certifications
| Classement (2013)               | Meilleure position |
| ------------------------------- | ------------------ |
| Allemagne (GfK Entertainment)   | 79                 |
| Autriche (Ö3 Austria Top 40)    | 60                 |
| Belgique (Flandre Ultratip 100) | 31                 |
| Belgique (Wallonie Ultratip 50) | 27                 |
| Espagne (Promusicae)            | 43                 |
| Italie (FIMI)                   | 1                  |
| Pays-Bas (Single Top 100)       | 69                 |
| Suisse (Schweizer Hitparade)    | 36                 |

| Classement (2014) | Meilleure position |
| ----------------- | ------------------ |
| Italie (FIMI)     | 14                 |

| Classement (2013) | Position |
| ----------------- | -------- |
| Italie (FIMI)     | 3        |

### Certification
| Région                                                                                                 | Certification | Ventes/Streams |
| --- | ------------- | -------------- |
| Italie (FIMI)                                                                                          | 4 × Platine   | 200 000*       |
| *Ventes selon la certification ^Mise en rayon selon la certification xNon précisé par la certification |               |                |